# Probole nepiasaria
Probole nepiasaria är en fjärilsart som beskrevs av Walker 1860. Probole nepiasaria ingår i släktet Probole och familjen mätare. Inga underarter finns listade i Catalogue of Life.